# Tsung-Dao Lee
Tsung-Dao Lee (Xangai, 24 de novembro de 1926 – São Francisco, 4 de agosto de 2024) foi um físico chinês. Foi Nobel de Física em 1957 pela investigação das leis da paridade e obtenção de importantes descobertas relativas a partículas elementares.

## Biografia

### Família
Lee nasceu em Xangai, China, com sua casa ancestral nas proximidades de Suzhou. Seu pai Chun-kang Lee (李駿康; Lǐ Jùn-kāng), um dos primeiros graduados da Universidade de Nanquim, foi um industrial químico e comerciante que esteve envolvido no desenvolvimento inicial de fertilizantes sintetizados modernos na China. O avô de Lee, Chong-tan Lee (李仲覃; Lǐ Zhòng-tán) foi o primeiro pastor sênior episcopal metodista chinês da Igreja de São João em Suzhou (蘇州聖約翰堂). Lee tem quatro irmãos e uma irmã. O educador Robert C. T. Lee era um dos irmãos de T. D.  A mãe de Lee, Chang, e o irmão Robert C. T. mudaram-se para Taiwan na década de 1950.

### Início da vida
Lee recebeu sua educação secundária em Xangai (Escola Secundária Afiliada à Universidade de Soochow, 東吳大學附屬中學) e Jiangxi (Escola Secundária Conjunta de Jiangxi, 江西聯合中學). Devido à Segunda Guerra Sino-Japonesa, o ensino médio de Lee foi interrompido, portanto, ele não obteve seu diploma secundário. No entanto, em 1943, Lee se inscreveu diretamente e foi admitido pela Universidade Nacional de Chekiang (agora Universidade de Zhejiang). Inicialmente, Lee se matriculou como estudante no Departamento de Engenharia Química. Muito rapidamente, o talento de Lee foi descoberto e seu interesse pela física cresceu rapidamente. Vários professores de física, incluindo Shu Xingbei e Wang Ganchang, orientaram Lee, e ele logo se transferiu para o Departamento de Física da Universidade Nacional Che Kiang, onde estudou em 1943-1944. No entanto, novamente interrompido por uma nova invasão japonesa, Lee continuou na National Southwestern Associated University em Kunming no ano seguinte, em 1945, onde estudou com o professor Wu Ta-You.

### Vida e pesquisa nos EUA
O professor Wu indicou Lee para uma bolsa do governo chinês para estudos de pós-graduação nos Estados Unidos. Em 1946, Lee foi para a Universidade de Chicago e foi selecionado pelo professor Enrico Fermi para se tornar seu aluno de doutorado. Lee recebeu seu PhD sob a orientação de Fermi em 1950 por seu trabalho de pesquisa Conteúdo de hidrogênio de estrelas anãs brancas. Lee atuou como pesquisador associado e professor de física na Universidade da Califórnia em Berkeley de 1950 a 1951.
Em 1953, Lee ingressou na Universidade de Columbia, onde permaneceu até a aposentadoria. Seu primeiro trabalho na Columbia foi em um modelo solucionável da teoria quântica de campos, mais conhecido como modelo de Lee. Logo, seu foco se voltou para a física de partículas e o quebra-cabeça em desenvolvimento dos decaimentos do méson K. Lee percebeu no início de 1956 que a chave do quebra-cabeça era a paridade não conservada. Por sugestão de Lee, o primeiro teste experimental foi sobre o decaimento do hiperon pelo grupo de Steinberger. Naquela época, o resultado experimental deu apenas uma indicação de um efeito de desvio padrão de 2 de possível violação de paridade. Encorajado por este estudo de viabilidade, Lee fez um estudo sistemático de possíveis violações de reversão de tempo (T), paridade (P), conjugação de carga (C) e CP em interações fracas com colaboradores, incluindo C. N. Yang. Após a confirmação experimental definitiva de Chien-Shiung Wu e seus assistentes que mostraram que a paridade não era conservada, Lee e Yang receberam o Prêmio Nobel de Física de 1957. Infelizmente, Wu não recebeu o prêmio Nobel, que é considerado uma das maiores controvérsias da história do comitê do Nobel.
No início dos anos 1960, Lee e colaboradores iniciaram o importante campo da física de neutrinos de alta energia. Em 1964, Lee, com M. Nauenberg, analisou as divergências relacionadas com partículas de massa de repouso zero e descreveu um método geral conhecido como teorema KLN para lidar com essas divergências, que ainda desempenha um papel importante no trabalho contemporâneo em QCD, com seus glúons sem massa e auto-interagintes. Em 1974-75, Lee publicou vários artigos sobre "Uma Nova Forma de Matéria em Alta Densidade", o que levou ao campo moderno da física RHIC, agora dominando todo o campo da física nuclear de alta energia.
Além da física de partículas, Lee era ativo em mecânica estatística, astrofísica, hidrodinâmica, muitos sistemas de corpos, estado sólido e QCD de rede. Em 1983, Lee escreveu um artigo intitulado "O tempo pode ser uma variável dinâmica discreta?"; o que levou a uma série de publicações de Lee e colaboradores sobre a formulação da física fundamental em termos de equações diferenciais, mas com invariância exata sob grupos contínuos de transformações translacionais e rotacionais. A partir de 1975, Lee e colaboradores estabeleceram o campo dos sólitons não topológicos, o que levou ao seu trabalho sobre estrelas sólitons e buracos negros ao longo das décadas de 1980 e 1990.
De 1997 a 2003, Lee foi diretor do Centro de Pesquisa RIKEN-BNL (agora diretor emérito), que, juntamente com outros pesquisadores da Columbia, completou um supercomputador QCDSP de 1 teraflops para QCD de rede em 1998 e uma máquina QCDOC de 10 teraflops em 2001. Mais recentemente, Lee e Richard M. Friedberg desenvolveram um novo método para resolver a equação de Schrödinger, levando a soluções iterativas convergentes para o potencial quântico degenerado de parede dupla de longa data e outros problemas de instanton. Eles também trabalharam na matriz de mapeamento de neutrinos.
Lee foi um dos 20 ganhadores americanos do Prêmio Nobel de Física a assinar uma carta endereçada ao presidente George W. Bush em maio de 2008, instando-o a "reverter os danos causados à pesquisa científica básica no Projeto de Lei de Apropriações Omnibus do Ano Fiscal de 2008", solicitando financiamento de emergência adicional para o Escritório de Ciência do Departamento de Energia, a National Science Foundation e o National Institute of Standards and Technology.

## Morte
Lee morreu no dia 4 de agosto de 2024, aos 97 anos.

## Publicações selecionadas
Relatórios técnicos
- "Conservation Laws in Weak Interactions," Columbia University, United States Department of Energy (por meio da agência predecessora, a Atomic Energy Commission, Mar.1957).
- "Weak Interactions," Columbia University, United States Department of Energy por meio da agência predecessora, a Atomic Energy Commission, Jun. 1957).
- (com C.N. Yang) "Elementary Particles and Weak Interactions," Brookhaven National Laboratory, United States Department of Energy (por meio da agência predecessora, a Atomic Energy Commission, Out. 1957).
- "History of Weak Interactions," Columbia University, United States Department of Energy (por meio da agência predecessora, a Atomic Energy Commission), Jul. 1970).
- "High Energy Electromagnetic and Weak Interaction Processes," Brookhaven National Laboratory, United States Department of Energy (por meio da agência predecessora, a Atomic Energy Commission, Jan.11, 1972).

Livros
- Lee, T.D. (1981). Particle Physics and Introduction to Field Theory. Newark: Harwood Academic Publishers. ISBN 978-3-7186-0032-8[7]
- Lee, T.D.; Feinberg, G. (1986). Selected Papers, Vols 13. Boston; Basel; Stuttgart: Birkhäuser. ISBN 978-0-8176-3344-8
- Lee, T.D. (1988). Ed. R. Novick: Thirty Year's Since Parity Nonconservation. Boston; Basel; Stuttgart: Birkhäuser. ISBN 978-0-8176-3375-2
- Lee, T.D. (1988). Symmetries, Asymmetries, and the World of Particles. Seattle: University of Washington Press. ISBN 978-0-295-96519-2[8]
- Lee, T.D.; Ren, H. C.; Pang, Y. (1998). Selected Papers, 1985-1996. Amsterdam: Gordon and Breach. ISBN 978-90-5699-609-3
- Lee, T.D. (2000). Science and Art. Shanghai: Shanghai Scientific and Technical Publisher. ISBN 978-7-5323-5609-6
- Lee, T.D. (2002). The Challenge from Physics. Beijing: China Economics Publisher. ISBN 978-7-5017-5622-3
- Lee, T.D.; Cheng, Ji; Huaizu, Liu; Li, Teng (2004). Response to the Dispute of Discovery of Parity Violation (em chinês). Lanzhou, Gansu: Gansu Science and Technology Publishing House. ISBN 978-7-5424-0929-4